# Feyzabad-e Kohneh
Feyzabad-e Kohneh (persiska: فیض‌آباد کهنه) är en ort i Iran.   Den ligger i provinsen Yazd, i den centrala delen av landet, 500 km söder om huvudstaden Teheran. Feyzabad-e Kohneh ligger 1 488 meter över havet och antalet invånare är 255.
Terrängen runt Feyzabad-e Kohneh är platt, och sluttar österut.Runt Feyzabad-e Kohneh är det glesbefolkat, med 9 invånare per kvadratkilometer. Närmaste större samhälle är Mehrdasht, 16,9 km söder om Feyzabad-e Kohneh. Trakten runt Feyzabad-e Kohneh är ofruktbar med lite eller ingen växtlighet.